# Ghaniri
Ghaniri (gruz. ღანირი) – wieś w Gruzji, w regionie Imeretia, w gminie Samtredia. W 2014 roku liczyła 1130 mieszkańców.

## Urodzeni
- Wachtang Balawadze
- Szalwa Eliawa